# DO-178B
DO-178B, Consideracions de programari en sistemes aerotransportats i certificació d'equips és una directriu que tracta de la seguretat del programari crític per a la seguretat utilitzat en determinats sistemes aerotransportats. Va ser desenvolupat conjuntament pel grup de treball crític per a la seguretat RTCA SC-167 de la Comissió Tècnica de Ràdio per a Aeronàutica (RTCA) i el WG-12 de l'Organització Europea per a Equips d'Aviació Civil (EUROCAE). RTCA va publicar el document com a RTCA/DO-178B, mentre que EUROCAE va publicar el document com a ED-12B. Tot i que tècnicament era una guia, va ser un estàndard de facto per desenvolupar sistemes de programari d'aviònica fins que va ser substituït el 2012 pel DO-178C.
La Federal Aviation Administration (FAA) aplica DO-178B com a document que utilitza com a guia per determinar si el programari funcionarà de manera fiable en un entorn aerotransportat, quan ho especifica l'Ordre d'estàndard tècnic (TSO) per a la qual es demana la certificació. Als Estats Units, la introducció de TSO en el procés de certificació d'aeronavegabilitat, i per extensió DO-178B, s'estableix explícitament al títol 14: Aeronautics and Space del Codi de Regulacions Federals (CFR), també conegut com a Federal Aviation Regulations, Part 21, Subpart O.

## Nivell de programari
El nivell de programari, també anomenat nivell de garantia de disseny (DAL) o nivell de garantia de desenvolupament d'elements (IDAL), tal com es defineix a ARP4754 (DO-178C només esmenta IDAL com a sinònim de nivell de programari), es determina a partir del procés d'avaluació de la seguretat i l'anàlisi de perills mitjançant l'examen dels efectes d'una condició de fallada en el sistema. Les condicions de fallada es classifiquen segons els seus efectes sobre l'aeronau, la tripulació i els passatgers.
- Catastròfic: la fallada pot provocar un accident. Error o pèrdua de la funció crítica necessària per volar i aterrar amb seguretat les aeronaus.
- Perillós: la fallada té un gran impacte negatiu en la seguretat o el rendiment, o redueix la capacitat de la tripulació per operar l'aeronau a causa de l'angoixa física o una càrrega de treball més elevada, o provoca lesions greus o mortals entre els passatgers. (important per a la seguretat)
- Major: la fallada és significativa, però té un impacte menor que una fallada perillosa (per exemple, provoca molèsties als passatgers en lloc de ferides) o augmenta significativament la càrrega de treball de la tripulació (relacionat amb la seguretat)
- Lleu: la fallada és notable, però té un impacte menor que una falla major (per exemple, causant molèsties als passatgers o un canvi de pla de vol de rutina)
- Sense efecte: la fallada no té cap impacte en la seguretat, el funcionament de l'aeronau o la càrrega de treball de la tripulació.[4]

| Nivell | Condició de fallada | Objectius | Amb la independència | Taxa de fracàs |
| ------ | ------------------- | --------- | -------------------- | -------------- |
| A      | Catastròfic         | 66        | 25                   | 10−9/h         |
| B      | Perillós            | 65        | 14                   | 10−7/h         |
| C      | Major               | 57        | 2                    | 10−5/h         |
| D      | Menor               | 28        | 2                    | 10−3/h         |
| E      | Sense efecte        | 0         | 0                    | n/a            |

## Processos i documents
Els processos estan pensats per donar suport als objectius, segons el nivell de programari (de l'A al D: el nivell E estava fora de l'àmbit de DO-178B). Els processos es descriuen com a àrees de treball abstractes a DO-178B, i correspon als planificadors d'un projecte real definir i documentar les especificitats de com es durà a terme un procés. En un projecte real, s'han de mostrar les activitats reals que es faran en el context d'un procés per donar suport als objectius. Aquestes activitats les defineixen els planificadors del projecte com a part del procés de planificació.

## Eines
El programari pot automatitzar, assistir o gestionar o ajudar en els processos DO-178B. Totes les eines utilitzades per al desenvolupament de DO-178B han de formar part del procés de certificació. Les eines que generen codi incrustat es qualifiquen com a eines de desenvolupament, amb les mateixes restriccions que el codi incrustat. Les eines utilitzades per verificar el codi (simuladors, eina d'execució de proves, eines de cobertura, eines d'informes, etc.) s'han de qualificar com a eines de verificació, un procés molt més lleuger que consisteix en una prova integral de caixa negra de l'eina.
Una eina de tercers es pot qualificar com una eina de verificació, però les eines de desenvolupament s'han d'haver desenvolupat seguint el procés DO-178. Les empreses que proporcionen aquest tipus d'eines com COTS estan subjectes a auditories de les autoritats de certificació, a les quals donen accés complet al codi font, especificacions i tots els artefactes de certificació.
Fora d'aquest àmbit, la sortida de qualsevol eina utilitzada ha de ser verificada manualment per humans.
- Una eina de gestió de problemes pot proporcionar traçabilitat dels canvis.
- SCI i SECI es poden crear a partir de registres d'una eina de control de revisions.